# 周紹龍
周绍龙，字允乾。福建福清人，清朝政治人物、進士出身。
雍正元年（1723年）癸卯恩科进士二甲第三十五名，官至顺天府府丞。